# Andreas Andersson i Mosserudstorp
Andreas Andersson (i riksdagen kallad Andersson i Mosserudstorp), född 21 juli 1814 i Alsters församling, Värmlands län, död där 23 juni 1884, var en svensk lantbrukare och riksdagsman. Andersson var lantbrukare i Mosserudstorp i Värmland. Han var även politiker och ledamot av riksdagens andra kammare 1870–1872, invald i Visnums, Väse och Ölme häraders valkrets. Han tillhörde första kammaren 1874–1883, invald i Jönköpings läns valkrets.